# Беседословие
Беседословие (иногда — Большой катехизис) — сочинение Л. И. Зизания, особенно распространённое среди старообрядцев.

## История
Большой катехизис был составлен Л. И. Зизанием, протоиереем из Львова, на белорусском языке в начале 1620-х годов. В 1626 году Зизаний приехал в Москву, где был принят патриархом Филаретом и царём Михаилом Феодоровичем как гонимый католиками и униатами ревнитель православной веры. Во время своего пребывания в столице он предоставил Катехизис московскому первоиерарху с просьбой исправления. Текст был переведён на церковнославянский язык и напечатан с некоторыми изменениями в январе 1627 года. В феврале 1627 года начались прения Зизания со справщиками Московского печатного двора. В результате полемики выявились догматические разногласия московских и западнорусских книжников, ошибки в тексте, по причине неточности переводов с греческих источников, и несовершенство церковнославянской богословской терминологии. В результате прений автор Катехизиса признал наличие ошибок. В виду догматических ересей и неточностей, опасаясь соблазна, патриарх Филарет запретил выпускать книгу в свет. В результате уже изданный Катехизис так и не был выпущен в свет (почти весь его тираж был уничтожен, сохранилось лишь четыре экземпляра).
Несмотря на это, труд распространялся в рукописной форме, получив особенное распространение у старообрядцев, в чьих типографиях он неоднократно перепечатывался. Трижды он был издаваем в Гродно: в 1783, 1787 и 1788 годах. В последний раз его отпечатывали в Москве — в 1878 году.

## Содержание
Катехизис состоит из трёх частей: учение о вере (по Символу веры), учение о надежде (по Молитве Господней) и учение о любви (по Десяти заповедям Господним). По плану Зизания необходимо было сначала изложить учение о Боге, Его отношении к миру и особенно к падшему человеку, затем учение о Троичности Бога, о личных свойствах каждой Ипостаси. Однако он часто уклоняется от этой структуры. Источниками сочинения были как протестантские, так и католические катехизисы, что сильно отразилось на его содержании. К примеру, в сакраментологии прослеживается очевидное западное влияние (деление таинства на материю («вещество») и форму («вид или видотворение»)). В ряде моментов исследователями отмечаются взаимоисключающие влияния позиций католиков и кальвинистов. В то же время, изложение снабжено большим количеством святоотеческих цитат. Наряду с некоторой сумбурностью изложения, учёные отмечают его полемическую, антикатолическую и антипротестантскую, направленность. Срываясь в полемику, Зизаний включал в Катехизис главы, которых не должно было быть: о субботнем посте, чистилище, Крещении Руси и т. д. Одной из особенностей источника стало изложение учения о двуперстном крестном знамении.